# Нусупов, Болат Турарович
Нусупов Болат Турарович (каз. Нүсіпов Болат Тұрарұлы, Алматы, 24 февраля 1971) — казахский дипломат, Чрезвычайный и Полномочный Посол Республики Казахстан в Германии (2014-2019), Бразилии (с 2021 года), Аргентине и Чили (с 2021 года, по совместительству).

## Биография
Окончил Казахский университет международных отношений и мировых языков им. Абылай хана (1993) Венскую дипломатическую академию (1995) Национальный Казахский технический университет им. Сатбаева (2005).
В 1994 году начал дипломатическую карьеру в управлении Европейских стран Министерства иностранных дел Республики Казахстан.
1995 - 2002 – Третий секретарь, второй секретарь, первый секретарь Посольства Республики Казахстан в Австрийской Республике.
2002 - 2005 – Советник, начальник управления Департамента Европы и Америки Министерства иностранных дел Республики Казахстан.
2005 - 2010 – Первый секретарь, советник Посольства Республики Казахстан в Федеративной Республике Германия.
2010 - 2011 – Заместитель директора департамента Европы и Америки Министерства иностранных дел Республики Казахстан.
2011 - 2012 – Советник Посольства Республики Казахстан в Федеративной Республике Германия.
2012 - 2014 – Советник-посланник Посольства Республики Казахстан в Федеративной Республике Германия.
2014 - 2019 – Чрезвычайный и Полномочный Посол Республики Казахстан в Федеративной Республике Германия.
2019 - 2020 – Директор Департамента внешнеэкономической политики Министерства иностранных дел Республики Казахстан.
2020 - 2021 – Директор Департамента России, Кавказа и Европейских стран СНГ Министерства иностранных дел Республики Казахстан.
С 2021 года Чрезвычайный и Полномочный Посол Республики Казахстана в Федеративной Республике Бразилия, Аргентинской Республике и Республики Чили (по совместительству).
Владеет казахским, русским, немецким, английским и португальским языками. Женат, есть дочь.